# International Alphabet of Sanskrit Transliteration
Das International Alphabet of Sanskrit Transliteration (IAST) ist der akademische Standard zur Wiedergabe von Sanskrit in lateinischer Schrift. Es beruht auf einem Transliterationssystem, das 1912 auf dem Orientalistenkongress in Athen vorgestellt wurde. IAST ermöglicht eine eindeutige Transliteration von Devanagari und anderen indischen Schriften.
In dieser Tabelle wird das Zeicheninventar von IAST (Groß- und Kleinbuchstaben) mit ihren Devanagari-Entsprechungen sowie der Aussprache in IPA für Sanskrit bzw. Hindi in traditioneller Ordnung aufgelistet.
| Vokale | अ [ə] a A | आ [ɑː] ā Ā | इ [i] i I | ई [iː] ī Ī | उ [u] u U | ऊ [uː] ū Ū | ऋ [ɹ̩] ṛ Ṛ | ॠ [ɹ̩ː] ṝ Ṝ | ऌ [l̩] ḷ Ḷ | ॡ [l̩ː] ḹ Ḹ |

| Diphthonge | ए [eː] e E | ऐ [aːi] ai Ai | ओ [oː] o O | औ [aːu] au Au |

| Anusvara | अं [ⁿ] ṃ |
| Visarga  | अः [h] ḥ |

| stimmlose Konsonanten             | क [k] k K    | च [c] c C    | ट [ʈ] ṭ Ṭ    | त [t̪] t T    | प [p] p P    |
| aspirierte stimmlose Konsonanten  | ख [kʰ] kh Kh | छ [cʰ] ch Ch | ठ [ʈʰ] ṭh Ṭh | थ [t̪ʰ] th Th | फ [pʰ] ph Ph |
| stimmhafte Konsonanten            | ग [g] g G    | ज [ɟ] j J    | ड [ɖ] ḍ Ḍ    | द [d̪] d D    | ब [b] b B    |
| aspirierte stimmhafte Konsonanten | घ [gʰ] gh Gh | झ [ɟʰ] jh Jh | ढ [ɖʰ] ḍh Ḍh | ध [d̪ʰ] dh Dh | भ [bʰ] bh Bh |
| Nasale                            | ङ [ŋ] ṅ Ṅ    | ञ [ɲ] ñ Ñ    | ण [ɳ] ṇ Ṇ    | न [n] n N    | म [m] m M    |
| Halbvokale                        |              | य [j] y Y    | र [r] r R    | ल [l] l L    | व [v] v V    |
| Sibilanten                        |              | श [ɕ] ś Ś    | ष [ʂ] ṣ Ṣ    | स [s] s S    |              |
| stimmhafter Frikativ              | ह [ɦ] h H    |              |              |              |              |

## Transliterationsstandard für indische Schriften
In der Fachliteratur findet sich als Erweiterung der früher gebräuchlichen IAST die phonetische Notierung gemäß NLAC (Standard für Romanisierung indischer Schriften nach der indischen Nationalbibliothek).
ISO 15919 ist ein auf IAST basierender Standard, der weitere Buchstaben indischer Schriften enthält, die im Sanskrit nicht vorkommen.